# Ihar Anuszkin
Ihar Siarhiejewicz Anuszkin (biał. Ігар Сяргеевіч Анушкін, ros. Игорь Сергеевич Анушкин, Igor Siergiejewicz Anuszkin; ur. 3 października 1944 w Bobrujsku) – białoruski związkowiec, nauczyciel i polityk, działacz Partii Komunistów Białoruskiej, deputowany do Rady Najwyższej Republiki Białorusi XIII kadencji.

## Życiorys

### Młodość i praca
Urodził się 3 października 1944 roku w mieście Bobrujsk, w obwodzie bobrujskim Białoruskiej SRR, ZSRR. W 1966 roku ukończył Kamyszyńską Szkołę Dowódczo-Techniczną, w 1982 roku – studia na Oddziale Filozofii Wydziału Historii Białoruskiego Uniwersytetu Państwowego. W latach 1958–1960 był pracownikiem sezonowym stacji pożarniczo-chemicznej w Bobrujsku. W latach 1961–1963 pracował jako tynkarz, operator podnośnika w Bobrujsku i Leningradzie. W latach 1974–1981 był robotnikiem, majstrem w Zjednoczeniu Budowlanym Nr 22 w Bobrujsku. W latach 1981–1986 pełnił funkcję przewodniczącego Zjednoczonego Komitetu Związkowego w Bobrujskim Kombinacie Budownictwa Mieszkaniowego. W latach 1986–1988 pracował jako wykładowca, zastępca dyrektora Szkoły Zawodowo-Technicznej Nr 95 w Bobrujsku. W latach 1988–1992 pełnił funkcję lektora w Bobrujskim Komitecie Miejskim Komunistycznej Partii Białorusi. W latach 1992–1997 był dyrektorem Bobrujskiej Zawodowo-Technicznej Szkoły Handlowej Nr 226. Od lutego 1997 roku był bezrobotny. Wchodził w skład Partii Komunistów Białoruskiej (PKB).

### Działalność parlamentarna
W drugiej turze wyborów parlamentarnych 28 maja 1995 roku został wybrany na deputowanego do Rady Najwyższej Republiki Białorusi XIII kadencji z Bobrujskiego-Berezyńskiego Okręgu Wyborczego Nr 156. 9 stycznia 1996 roku został zaprzysiężony na deputowanego. Od 23 stycznia pełnił w Radzie Najwyższej funkcję członka, a potem zastępcy przewodniczącego Stałej Komisji ds. Ustawodawstwa. Należał do frakcji komunistów. Od 3 czerwca był członkiem grupy roboczej Rady Najwyższej ds. współpracy z parlamentem Republiki Łotewskiej. 27 listopada 1996 roku, po dokonanej przez prezydenta kontrowersyjnej i częściowo nieuznanej międzynarodowo zmianie konstytucji, nie wszedł w skład utworzonej przez niego Izby Reprezentantów Zgromadzenia Narodowego Republiki Białorusi I kadencji. Od 1997 roku pełnił funkcję sekretarza Komitetu Centralnego ds. młodzieży PKB. Zgodnie z Konstytucją Białorusi z 1994 roku jego mandat deputowanego do Rady Najwyższej zakończył się 9 stycznia 2001 roku; kolejne wybory do tego organu jednak nigdy się nie odbyły.

## Odznaczenia
- Trzy medale ZSRR[2].

## Życie prywatne
Ihar Anuszkin jest żonaty, ma dwoje dzieci. Jest ateistą. W 1995 roku mieszkał w Bobrujsku.